# Гидроагрегат (предприятие)
АО «Гидроагрегат» — одно из ведущих крупных серийных предприятий в авиакосмической промышленности России и СНГ. Предприятие расположено в городе Павлово Нижегородской области.

## Продукция
- Силовые гидравлические, электромеханические гидроприводы и цилиндры возвратно-поступательного действия;
- Гидроагрегаты, системы и блоки управления следящего автономного и магистрального исполнения;
- Распределительные механизмы и устройства, усилители мощности с электромеханическими преобразователями и непосредственным управлением с плоскими и цилиндрическими золотниками;
- Гидравлические клапаны, датчики обратной связи;
- Высокооборотные двигатели постоянного тока;
- Газовые аккумуляторы и баллоны.

## История
- 19.10.1940 г. Во исполнение Приказа Народного Комиссариата Авиационной промышленности (НКАП) СССР и Местной промышленности РСФСР от 23 октября 1940 года за номером 583/963 завод-новостройка в городе Павлово Горьковской области передан Народному Комиссариату Авиационной промышленности СССР.
- 17.12.1949 г. На основании соответствующего Приказа Народного Комиссариата Авиационной промышленности СССР был утвержден Устав Государственного Союзного завода № 467 с условным наименованием «предприятие п/я 50». Завод был подчинен Третьему Главному управлению НКАП.
- 26.06.1957 г. Постановлением Совета Министров СССР за номером 713—342 и в соответствии с приказом МАП за номером 252 с первого июля 1957 года завод передан в ведение Совета Народного хозяйства Горьковского экономического района.
- 02.03.1965 г. На основании постановления ЦК КПСС и Совета Министров СССР № 126-47 и распоряжения Совета Народного хозяйства Волго-Вятского экономического района завод № 467 передан в ведение Министерства авиационной промышленности и подчинен Седьмому Главному управлению.
- 30.04.1966 г. Заводу № 467 присвоено новое открытое наименование — Павловский механический завод и дано новое условное наименование — п/я А-3330.
- 05.02.1975 г. В соответствии с приказом МАП № 40 Павловскому механическому заводу присвоено имя Степана Ивановича Кадышева.
- 17.02.1988 г. Создано Павловское производственное объединение, которое находилось в непосредственном подчинении Государственного производственного объединения «Гидромаш» Седьмого Главного управления Министерства авиационной промышленности СССР.
- 24.06.1988 г. согласно приказу МАП за номером 240 отменен старый и утвержден новый Устав Павловского производственного объединения, находящегося в непосредственном подчинении МАП СССР.

ППО представляло собой единый производственно-хозяйственный комплекс, созданный на базе:
 — Павловского механического завода, ставшего головной единицей,
 — Опытно-конструкторского бюро, ставшего структурной единицей.
- 31.10.1991 г. Переходит в ведение Министерства промышленности РСФСР.

ППО было реформировано в прежние структуры:
 — Павловский механический завод им. С. И. Кадышева,
 — Павловский машиностроительный завод «Восход».
- 30.11.1992 г. В соответствии с Указом Президента РФ «Об организационных мерах по преобразованию госпредприятий, добровольных объединений госпредприятий в акционерные общества», подписанного 1 июля 1992 года, Павловский механический завод им. С. И. Кадышева преобразован в акционерное общество открытого типа «Гидроагрегат».

## Санкции
12 декабря 2023 года, из-за российского вторжения на Украину, предприятие включено в блокирующий санкционный список США против компаний поставляющих продукцию для российской военно-промышленной базы. Ранее предприятие было включено в санкционный список Украины.